# Ferdinand Florens Fleck
Ferdinand Florens Fleck (* 5. April 1800 in Dresden; † 25. Juni 1849 in Gießen; auch Ferdinand Florian Fleck, Ferdinand Florenz Fleck) war ein deutscher evangelischer Theologe. Er lehrte an der Universität Leipzig und der Universität Gießen.

## Leben
Der älteste Sohn des Oberappellationsrates Ferdinand Gotthelf Fleck und dessen Frau Christiana Dorothea, einer geborenen Green, erhielt zunächst Privatunterricht. 14-jährig besuchte er die Fürstenschule St. Afra. 1819 begann er ein Theologiestudium an der Universität Leipzig. Außerdem studierte er Rechtswissenschaften, dies aber nur ein Jahr. Sein Studium setzte er 1821 an der Universität Halle fort. Dort unterrichteten ihn unter anderem August Hermann Niemeyer, Georg Christian Knapp, Wilhelm Gesenius sowie Julius August Ludwig Wegscheider. 1823 beendete er sein Studium und promovierte in Leipzig zum Doktor der Philosophie.
Mit seiner Arbeit de regno Christi habilitierte sich Fleck am 25. Februar 1826 in Leipzig für Theologie. Zu Ostern des folgenden Jahres begründete er an der Universität eine Gesellschaft der neutestamentlichen Exegese. Ein weiteres Jahr später wurde er theologischer Baccalaureus.
Von 1831 bis 1834 tätigte Fleck eine Forschungsreise, die ihn durch Süddeutschland, Italien, Frankreich und die Schweiz führte. In den nächsten drei Jahren publizierte er seine dabei erlangten Ergebnisse in seinem zweibändigen Werk Wissenschaftliche Reise durch das südliche Deutschland, Italien, Sicilien und Frankreich.
Nach seiner Rückkehr erhielt Fleck in Leipzig 1834 die außerordentliche Professur für Exegese und erhielt im folgenden Jahr das Lizentiat der Theologie. Außerdem erhielt er an der Universitätskirche ein Amt als Nachmittagsprediger und Versperdiener. Das Jahr 1835 führte ihn außerdem nach Paris, wo er sich mit dem Codex Ephraemi Rescriptus beschäftigte. Diesen bearbeitete er im Zeitraum vom 28. Januar bis zum 15. Februar und vom 10. April bis 19. Mai, richtete aber schweren Schaden dabei an.
Nachdem Fleck Pauline Menz am 3. April 1837 geehelicht hatte, erhielt er zwei Jahre darauf von der Universität Rostock die theologische Ehrendoktorwürde.
Im Jahr 1847 ging Fleck als ordentlicher Theologieprofessor an die Universität Gießen als Nachfolger von Karl Friedrich August Fritzsche. Das Amt bekleidete er bis zu seinem Tod; er verstarb am 25. Juni 1849 nach einer kurzen Krankheit 49-jährig.

## Wirken
Fleck selber ordnete sich dem rationalistischen Supranaturalismus zu und versuchte, zwischen beiden Strömen zu vermitteln. Seine Werke behandelten Exegese und Dogmatik, in seiner Frühzeit schrieb er außerdem zwei juristische Werke. Er veröffentlichte einige Aufsätze in Zeitschriften und gab eine Vulgataausgabe heraus. Im höheren Alter, besonders als Gießener Professor, engagierte Fleck sich auch für Politik und setzte sich für ein einiges Deutschland ein.

## Werke
- Über die Gleichstellung der Protestanten und Katholiken in den Deutschen Bundes-Staaten aus dem Gesichtspunkte des Rechts. Mit besonderem Bezuge auf das Königreich Sachsen und das daselbst unterm 19ten Februar 1827 erlassene Mandat (Hannover 1828)
- De regno divino, liber exegeticus historicus quattuor evangelistarum doctrinam complectens (Leipzig 1829)
- Otium theologicum (Leipzig 1831)
- De regno Christi (Leipzig 1831)
- De imagine Christi Joannea et synoptica (Leipzig 1831)
- Die Patrimonialgerichtsbarkeit in ihrer Gemeinwohle nachtheiligen Vernunft- und Rechtswidrigkeit (Leipzig 1832)
- Christliche Reden, an die theueren Gläubigen in der Zerstreuung. In den evang. Bethäusern zu Venedig, Rom und Neapel gehalten (Leipzig 1834)
- Wissenschaftliche Reise durch das südliche Deutschland, Italien, Sicilien und Frankreich (zwei Bände, Leipzig 1835–1838)
- Novum Testamentum Vulgatae Editionis (Leipzig 1840)
- Die Vertheidigung des Christenthums. Mit Hinblick auf Strauß und die geistesverwandte Richtung (Leipzig 1842)
- System der christlichen Dogmatik mit besonderer Beziehung auf die religiösen und speculativen Zustände des Zeitalters (Leipzig 1846)
- Der Fortschritt des Menschengeschlechts zum Besseren und die Richtungen in der Theologie. Zwei akademische Reden (Gießen 1848)
- Noth und Trost dieser Zeit. Eine Betrachtung (Offenbach 1849)
- Der Krieg und der ewige Friede (Leipzig 1849, herausgegeben von F. A. Schütz)